# Hieromantis amblyptera
Hieromantis amblyptera är en fjärilsart som beskrevs av Edward Meyrick 1927. Hieromantis amblyptera ingår i släktet Hieromantis och familjen plattmalar. Inga underarter finns listade i Catalogue of Life.